# Kol ghuva
Kol ghuva (Kol de l'mongol, peu) és un gènere representat per una única espècie de dinosaure teròpode alvarezsàurid, que va viure a la fi del període Cretaci, fa aproximadament 75 milions d'anys, en el Campanià, en el que és avui Àsia. L'espècie tipus Kol ghuva, fou excavat prop de la localitat d'Ukhaa Tolgod en sediments de la Formació Djadochta, en l'actual Mongòlia. És més gran que els altres alvarezsàurid contemporanis, com Shuvuuia, del qual duplicava la grandària. No obstant això, a diferència de Shuvuuia, que és coneguts per molts i ben preservats espècimens, i a pesar que Ukhaa Tolgod ha estat àmpliament explorada, Kol és sol conegut per un peu complet, suggerint que debio haver estat relativament rar en aquest ecosistema. El nom binomial Kol ghuva prové del Mongol köl, "peu" i ghuv-a, "bell".
A causa de l'incomplet de l'espècimen tipus (número de catàleg IGM 100/2011), la correcta posició de Kol pel que fa a altres alvarezsàurids ha estat difícil de determinar. No obstant això, Kol mostra una condició arctometatarsalià extrema en els ossos dels peus, que el metatars mitjà es pessiga seriosament entre els ossos externs, usualment considerat una adaptació per a la ràpida carrera, també vista en ornitomimosaures i tiranosauroïdeus. Això suggereix que fos més avançat que els alvarezsàurids primitius que van mancar aquesta estructura del peu, com alvarezsaure i Patagonykus i probablement estigués més properament relacionat amb els alvarezsàurids mongols contemporanis.